# Багаджа
Багаджа – газоконденсатне родовище на сході Туркменістану.
Поклади вуглеводнів родовища пов’язані із відкладами верхньої юри (келовейський та оксфордський ярус). Як колектори виступають карбонати із пористістю біля 10%. Глибина залягання продуктивного пласта становить від 2852 до 3117 метрів.
Родовище відкрили ще у 1960-х роках. В якийсь момент його ввели в експлуатацію із видачею продукції по газопроводу Багаджа – Сейді. Втім, через наявність у газі родовища домішок (зокрема, сірки) повномасштабна розробка тривалий час відкладалась. Нарешті, у 2006-му запустили газопереробний завод Багаджа, що дозволило в наступні роки розгорнути програму буріння нових свердловин. В 2016 році на Багаджі налічувалось 14 видобувних свердловин із сукупним добовим дебетом у 3 млн м3, тоді як на момент запуску ГПЗ працювала лише одна свердловина.
З відкриттям нових покладів оцінка запасів родовища збільшувалась та станом на 2011 рік складала біля 70 млрд м3.